# Rush’n Attack
Rush’n Attack (pierwotnie w Japonii i Europie Green Beret) – japońska konsolowa gra platformowa-zręcznościowa wyprodukowana przez Konami i Digital Eclipse (wersja na Xbox 360). Gra została wydana przez Konami i Imagine latach 1985-1987, 1989 i 2007.

## Rozgrywka
Gracz wciela się w postać amerykańskiego komandosa, który wdarł się na teren bazy wojskowej wroga. Gracz ma do dyspozycji nóż, może on znaleźć broń palną, np. bazookę.
W wersji na konsolę Xbox 360 możliwe jest wybranie nowej ulepszonej bądź pierwotnej oprawy graficznej gry.

## Rush’n Attack Ex-Patriot
30 marca 2011 roku ukazała się kontynuacja Rush’n Attack Ex-Patriot wyprodukowana przez Vatra Games i wydana przez Konami na PlayStation 3 i Xbox 360.